# Sam Nelson
Pour les articles homonymes, voir Nelson.
Sam Nelson est un réalisateur américain né le 11 mai 1896 à Whittier, Californie, et mort le 1er mai 1963 à Hollywood.
Il a réalisé une vingtaine de westerns et a officié en tant qu'assistant réalisateur sur plus de 100 films.

## Filmographie partielle

### Comme réalisateur
- 1938 : La Loi de la plaine (Law of the Plains)
- 1938 : Rio Grande (en)
- 1938 : Bill Hickok le sauvage (The Great Adventures of Wild Bill Hickok)
- 1940 : Prairie Schooners
- 1943 : The Avenging Rider (en)

### Comme assistant-réalisateur
- 1931 : The Flood de James Tinling
- 1943 : Le Banni de Howard Hughes
- 1945 : Dix Petits Indiens de René Clair
- 1947 : La Dame de Shanghai d'Orson Welles
- 1957 : L'Homme de l'Arizona de Budd Boetticher
- 1959 : Certains l'aiment chaud de Billy Wilder
- 1960 : Comanche Station de Budd Boetticher
- 1963 : Les Pieds dans le plat (The Man from the Diner's Club) de Frank Tashlin